# El Encuentro
El Encuentro är en ort i Mexiko.   Den ligger i kommunen La Grandeza och delstaten Chiapas, i den sydöstra delen av landet, 900 km sydost om huvudstaden Mexico City. El Encuentro ligger 2 189 meter över havet och antalet invånare är 246.
Terrängen runt El Encuentro är bergig åt sydost, men åt nordväst är den kuperad. Runt El Encuentro är det ganska tätbefolkat, med 96 invånare per kvadratkilometer. Närmaste större samhälle är El Porvenir de Velasco Suárez, 6,8 km sydväst om El Encuentro. I omgivningarna runt El Encuentro växer huvudsakligen savannskog.